# 滇藏细叶芹
滇藏细叶芹（学名：Chaerophyllopsis huai）是伞形科滇藏细叶芹属的植物，为中国的特有植物。分布于中国大陆的西藏、云南等地，生长于海拔3,600米至3,800米的地区，见于高山山沟灌丛和草地，目前尚未由人工引种栽培。